# Western Global Airlines
Western Global Airlines ist eine US-amerikanische Frachtfluggesellschaft mit Sitz in Estero, Florida. Sie wurde 2013 gegründet.
Die Gesellschaft beantragte im August 2023 Insolvenz nach Chapter 11. Anfang Dezember 2023 wurde bekannt gegeben, dass der Restrukturierungsprozess abgeschlossen ist, die Schulden wurden um 460 Mio. Dollar reduziert.

## Flotte

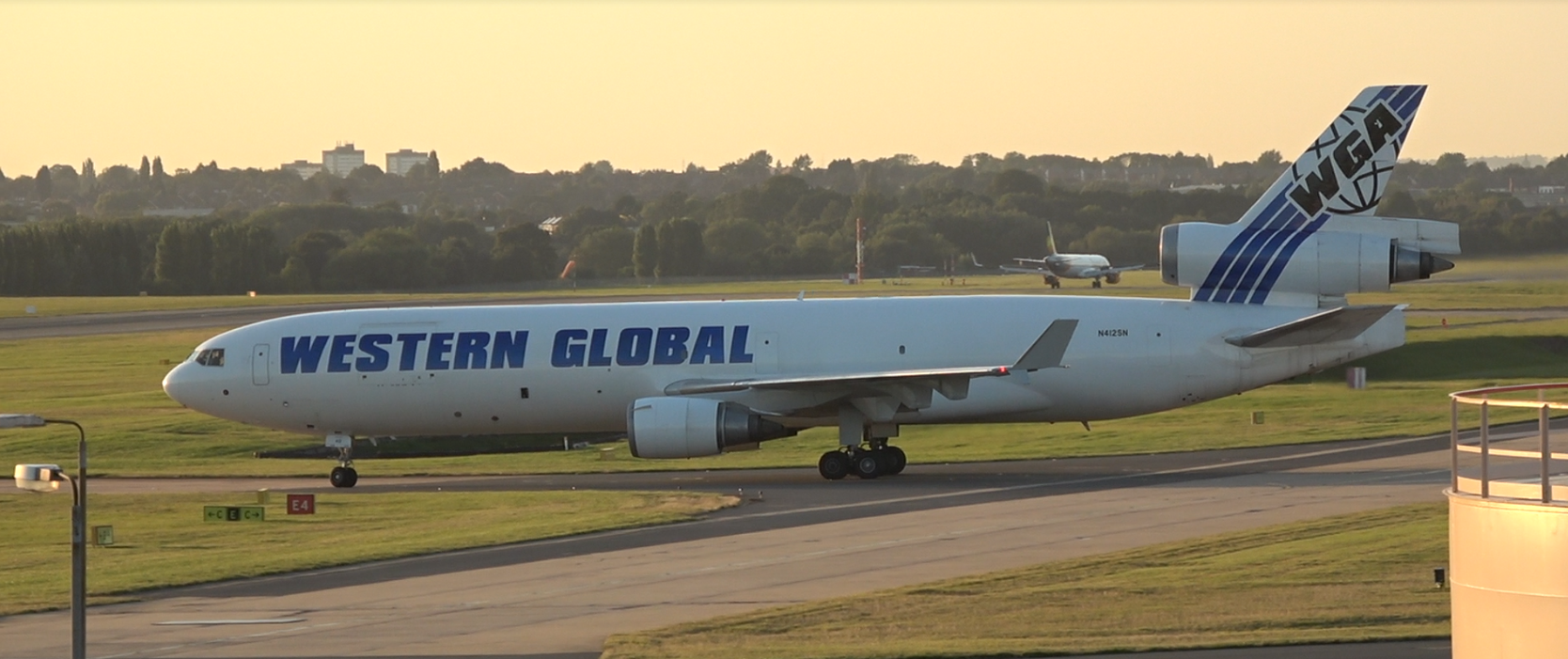
McDonnell Douglas MD-11F der Western Global auf dem Birmingham Airport 2019

Mit Stand Februar 2022 besteht die Flotte aus 21 Frachtflugzeugen mit einem Durchschnittsalter von 27,0 Jahren:
| Flugzeugtyp              | Anzahl | bestellt | Anmerkungen  | Durchschnittsalter (Februar 2022) |
| ------------------------ | ------ | -------- | ------------ | --------------------------------- |
| Boeing 747-400F          | 04     |          | zwei inaktiv | 27,6 Jahre                        |
| Boeing 777F              |        | 2        |              |                                   |
| McDonnell Douglas MD-11F | 17     |          | 10 inaktiv   | 26,9 Jahre                        |
| Gesamt                   | 21     | 2        |              | 27,0 Jahre                        |

## Zwischenfälle
Im Februar 2016 wurde im Frachtraum einer MD-11F am Flughafen Harare eine Leiche entdeckt. Es handelte sich vermutlich um einen blinden Passagier. Das Flugzeug kam aus München und sollte nach Durban weiterfliegen.